# Phare de Palmer Island
Le phare de Palmer Island (en anglais : Palmer Island Light) est un phare actif situé sur Palmer Island (ceb) dans le port de New Bedford, dans le comté de Bristol (État du Massachusetts).
Il est inscrit au Registre national des lieux historiques depuis le 26 mars 1980 .

## Histoire
Le phare a été construit en 1849 à partir de gravats. Il a été abandonné lors de la construction de la barrière anti-ouragan du port au début des années 1960, son emplacement situé immédiatement au nord de la barrière n'étant plus un danger secondaire et des lumières de chaque côté de l'ouverture de la barrière. Il a été désactivé en 1963.
De 1888 à 1891, il servit, avec le Fairhaven Bridge Light (en), de feu de position pour guider les navires devant Butler Flats, un haut-fond rocheux situé du côté ouest du chenal d’entrée.
Le phare a été réactivé à titre privé en 1999, après sa restauration, par la ville de New Bedford.

## Description
Le phare actuel  est une tour conique en pierre, avec balise acrylique solaire de 7 m de haut. La tour est peinte en blanc, la lanterne est noire. Il émet, à une hauteur focale de 13 m, un éclat blanc de deux secondes par période de 8 secondes. Sa portée est de 5 milles nautiques (environ 9 km).

## Caractéristiques dufeu maritime
Fréquence : 8 secondes (W)
- Lumière : 2 secondes
- Obscurité : 6 secondes

Identifiant : ARLHS : USA-578 ; USCG : 1-16898 - Amirauté : J0501 .
|                  |
| Baie de Buzzards |

|               |
| Palmer Island |

|          |
| Le phare |

### Lien connexe
- Liste des phares du Massachusetts